# Mathieu Lauffray
Mathieu Lauffray, né le 17 février 1970 à Paris, est un auteur de bande dessinée, illustrateur et concept artist français.
Il est connu pour les bandes dessinées Prophet et Long John Silver et son travail dans l'industrie cinématographique.

## Biographie

### Bande dessinée, illustrations et jeux vidéo
Mathieu Lauffray révèle très jeune un vif intérêt pour le dessin et est fortement inspiré par des auteurs américains comme les dessinateurs John Buscema, Neal Adams, Gene Colan, David Mazzucchelli, les illustrateurs Roy Krenkel, Drew Struzan, J.C. Leyendecker et le peintre John Singer Sargent,.
Après son baccalauréat, il entre à l'École nationale supérieure des arts décoratifs de Paris où il rencontre Denis Bajram et Frédéric Contremarche. En 1994, pour sa thèse de fin d'étude, il réalise la bande dessinée Le Serment de l'ambre avec Contremarche au scénario. Elle est éditée l'année suivante par Delcourt, qui a déjà publié deux séries de Contremarche. Après avoir réalisé la couverture du deuxième tome, Lauffray abandonne la série « pour des raisons d’incompatibilité de ton » avec Contremarche et se consacre à des travaux d'illustration et de design.
En 1995, Olivier Vatine lui propose d'illustrer les couverture des comics Star Wars qu'il a dessinés pour Dark Horse Comics. Son talent est apprécié et il réalise pendant trois ans près d'une trentaine de couvertures pour d'autres séries Star Wars. Dans le même temps, il se consacre à de nombreux travaux d'illustrations pour la presse (Hachette, Casus Belli, Player One),.
Il travaille aussi pour le développeur de jeux vidéo Darkworks de 1996 à 1997. En 2000, cette collaboration reprend et il crée des illustrations et conçoit les personnages pour le jeu Alone in the Dark: The New Nightmare avec Claire Wendling. Toutefois l'expérience de Lauffray dans le jeu vidéo n'est pas entièrement satisfaisante car « quels que soient les efforts que l’on peut mettre à développer et designer le jeu, il sera caduc bien rapidement ». Et de préciser : « Créer la créature d’Alien pour le cinéma la fait participer à une œuvre immortelle, la même pour le jeu vidéo disparaitra après [qu'il aura] été soldé dans les bacs… Tout y est éphémère. Voilà pourquoi j’ai largement ralenti ma collaboration au jeu vidéo. »
De 2000 à 2005, Lauffray réalise une nouvelle série de bande dessinée intitulée Prophet, publiée aux Humanoïdes associés. Il la coécrit avec le scénariste Xavier Dorison, qu'il avait aidé sur la série Le Troisième Testament et avec qui il s'est lié d'amitié. Mais cette collaboration cesse après le premier tome, Lauffray ayant indiqué qu'ils avaient « assez vite admis que la série était davantage le regard d’un auteur qu’une œuvre de collaboration ».
Nourri par les récits de grande aventure et de piraterie, le duo Dorison/Lauffray décide de travailler à nouveau ensemble à partir de 2006. Ils signent Long John Silver, une série qui propose une suite au roman L'Île au trésor de Robert Louis Stevenson. Les quatre tomes publiés chez Dargaud entre 2007 et 2013 reçoivent un accueil critique très favorable. Ainsi, selon le site Coin BD : « Lauffray parvient à rendre très inquiétantes les scènes, par des rictus, par une contre-plongée, par des onomatopées assourdissantes ou enveloppantes comme un linceul. Il met sa technique au service de son art. L'ensemble est remarquable. » Le deuxième tome de la série, Neptune, est retenu pour la sélection officielle du festival d'Angoulême 2009 et vaut à Lauffray le Prix Saint-Michel belge du meilleur dessin en 2009.
De 2006 à 2007, Lauffray conçoit aussi les couvertures de plusieurs albums collectifs publiés chez Soleil.
En 2011, Lauffray travaille avec les dessinateurs Mario Alberti, Tirso et Zhang Xiaoyu sur le premier tome de la série Les Chroniques de légion, scénarisée par Fabien Nury aux éditions Glénat. Le récit évoquant quatre époques différentes, chaque dessinateur se voit assigner la représentation de l'une d'entre elles.
L'auteur réalise ensuite le quatrième et dernier tome de la série Prophet, De Profundis, publié en 2014 chez Soleil. Il est cette fois assisté d'Éric Henninot et Patrick Pion pour le dessin et d'Anthony Simon pour les couleurs.
En 2017, il signe chez Dargaud Shingouzlooz Inc. avec le scénariste Wilfrid Lupano, deuxième tome de la série Valérian, vu par.... Le premier tome, L'Armure du Jakolass, a été réalisé par Manu Larcenet en 2011.

### Cinéma

#### Travaux pour Christophe Gans
« Le cinéma est aujourd’hui le média roi. Il possède une puissance évocatrice et émotionnelle hors du commun et permet de le communiquer au plus grand nombre. Il est difficile de s’intéresser à l’image et à la dramaturgie sans ressentir le désir de s’en rapprocher. »

— Matthieu Lauffray
En 1997, Mathieu Lauffray rencontre le réalisateur Christophe Gans grâce à « une succession de coups de chance ». Celui-ci lui donne l'opportunité de participer à la préproduction de Nemo, un projet de préquelle au roman Vingt mille lieues sous les mers de Jules Verne. Gans loue les qualités de Lauffray : « Ce type est une éponge, un enfoiré de doué qui a réussi à intégrer tout l'art graphique de la BD américaine des années 50. » De son côté, l'artiste évoque « une grande aventure, la découverte de l’inconnu et un Christophe Gans passionnant et passionné qui habitait cette histoire incroyable d’une vision aussi romantique que violente ». Et il ajoute : « Je dois avouer que bon nombre des visions développées alors avec ce formidable visionnaire qu'est Christophe me hantent encore et ressurgissent régulièrement. » Il rejoint à la direction artistique du film le réalisateur Marc Caro et le dessinateur Thierry Ségur ; les dessinateurs Claire Wendling, Olivier Vatine et Philippe Druillet participent aussi au projet à des degrés divers, ainsi que le décorateur Jean Rabasse. Après presque deux ans de travail, produisant storyboards, illustrations et crayonnés, Lauffray doit s'interrompre car le projet est mis en pause à la suite d'un différend entre le réalisateur et les producteurs sur le choix des acteurs,.
Lauffray et Gans renouvellent leur collaboration en 1999 pour la préproduction du Pacte des loups (2001), film inspiré de l'histoire de la Bête du Gévaudan. La participation de l'artiste est cette fois plus limitée : une petite partie des storyboards, quelques recherches sur la Bête et les atmosphères. Son travail est surtout lié au personnage de Grégoire de Fronsac, naturaliste au jardin du Roi, envoyé en Gévaudan pour brosser le portrait de la Bête. Lorsque de Fronsac dessine, ce sont les mains de Lauffray qui sont filmées et non celles de Samuel Le Bihan, qui interprète le personnage. Cela permet aussi de montrer aux spectateurs nombre de ses dessins, comme le rappelle l'artiste : « Le carnet de voyage d’une part, puis les portraits que de Fronsac dresse des suspects et des femmes qu’il aime, m’ont donné la chance de faire apparaître les images à l’écran, ce qui est un luxe très rare ! »
Lauffray participe aussi à un projet du réalisateur d'adaptation de la bande dessinée Rahan, avec Mark Dacascos dans le rôle principal. Il produit en 2004 des recherches graphiques et des peintures et travaille aux côtés de Pascal Morelli et Thierry Ségur qui ont entièrement storyboardé le film. Le projet est provisoirement annulé depuis 2006.
En 2008, Lauffray collabore à deux autres projets de Gans : Le Cavalier suédois, adaptation du roman de même nom de Leo Perutz, et Lord of the Apes, d'après le Tarzan d'Edgar Rice Burroughs. Pour ce deuxième projet, il dessine différents décors, notamment la cabane bâtie par les parents de Tarzan dans la jungle, de nombreuses scènes de cascades et le monde souterrain de Pellucidar ; il définit également l'aspect de différentes peuplades habitant les lieux. Le Cavalier suédois et Lord of the Apes sont tous deux provisoirement annulés.
Gans demande ensuite à Lauffray de participer à la préproduction d'un nouveau film sur Fantômas en 2010. Il s'agit d'un projet ancien, initié par le producteur Thomas Langmann au milieu des années 1990. Mais les visons diffèrent entre le réalisateur et le producteur : le premier souhaite réaliser un film sérieux alors que le second opte pour le côté farceur de la trilogie des années 1960 avec Louis de Funès. Le projet est finalement suspendu par Langmann.

#### Autres réalisateurs
Lauffray retrouve en 2001 Jean Rabasse, avec qui il a travaillé sur la préproduction du Nemo de  Christophe Gans. Embauché comme décorateur pour le film Vidocq (2001), Rabasse lui présente le réalisateur Pitof qui lui commande un dossier de recherches graphiques.
En 2002, le réalisateur Doug Headline — cofondateur avec Gans du magazine Starfix au début des années 80 — lui demande de produire des dessins dans l’esprit du XVIIe siècle français. Ceux-ci doivent apparaître à l'écran dans son film Brocéliande (2003) lorsque l'héroïne fait des recherches sur le monstre Morregane.
Pascal Laugier lui confie en 2003 la direction artistique de son premier long métrage, Saint Ange (2004). Ils s'étaient rencontrés lorsque Laugier travaillait à la réalisation du making-of du Pacte des loups de Gans. Lauffray fait notamment des recherches pour les enfants cachés dans les sous-sols de l'orphelinat, un travail particulier selon lui : « Comme souvent chez Pascal, la terreur et l'empathie sont liées. Pas d'effets gratuits ou distanciés. Ces enfants devaient toucher autant qu'effrayer. Ce type de considération est atypique tant les genres peuvent être tentés par l'outrance et la caricature. »
De 2003 à 2004, Lauffray participe en tant que directeur artistique à la préproduction de Siegfried (2007), un court métrage d'Alex Alice, dessinateur du Troisième Testament. Pour cette histoire inspirée de la Chanson des Nibelungen, Alice choisit l'animation traditionnelle, « la technique des Disney de la grande époque ou bien des films de Miyazaki », car c'est « le support idéal des contes et des légendes ». Il s'agit d'un projet transmédia : Siegfried annonce un long métrage à venir et est présenté lors de la publication du premier tome de la série de bande dessinée de même nom réalisée par Alice. Pendant la préproduction, Lauffray retrouve Claire Wendling, chargée de la conception de certains animaux.
Il rencontre en 2005 le décorateur Jean-Vincent Puzos, qui travaille sur le film 10 000  (2008) de Roland Emmerich. Embauché sur cette production internationale, Lauffray conçoit des croquis de personnages et de nombreuses illustrations de décors, les présentant sous des éclairages différents (jour, crépuscule, nuit).
En 2007, il rejoint l'équipe artistique de  The Last Vampire (2009), un film de Chris Nahon adapté de l'anime de même nom. Il effectue entre autres des crayonnés sur les vampires.
L'année suivante, il participe à The Last Tribe, un projet de film du réalisateur Florent-Emilio Siri. L'intrigue a pour cadre l'Île du Diable, du temps où elle servait de bagne, et raconte une évasion. À la demande du réalisateur, Lauffray crayonne une représentation en costume de tout le casting principal, dont Russell Crowe qui fut l'un des acteurs approchés pour tenir le rôle principal. Le projet est annulé en 2009.
Lauffray collabore à nouveau avec Pascal Laugier en 2009, pour le film The Secret (2012). Un travail caractérisé par sa rapidité d'exécution se rappelle l'artiste : « L'ensemble du dossier a été réalisé en un mois. Il faut donc aller vite, aussi bien pour comprendre les souhaits du réalisateur pour son film, que pour les compositions, les lumières et la réalisation des images proprement dites. Il peut être utile de disposer de plusieurs modes de rendus afin de choisir le plus adapté au résultat souhaité. » Contrairement au projet précédent, le travail sur les personnages a été plus limité : « [...] le fait de donner trop tôt un visage à l'un des protagonistes peu compliquer le casting. En effet, s'il donne une direction sur le type de personnage recherché, il peut restreindre les choix de manière prématurée. »

## Œuvres

### Albums
- Le Serment de l'ambre

- 1 L'Amojar, Delcourt, Terres de Légendes, février 1995
Scénario : Frédéric Contremarche - Dessin : Mathieu Lauffray

- 2 Portendick, Delcourt, Terres de Légendes, août 1997
Scénario : Frédéric Contremarche - Dessin : Mathieu Lauffray (couverture et planches en couleur directe contant la légende), Étienne Le Roux - Couleurs : Freddy Martin

- Prophet

- 1 Ante Genesem, Les Humanoïdes associés, 2000
Scénario : Xavier Dorison, Mathieu Lauffray - Dessin et couleurs : Mathieu Lauffray

- 2 Infernum in Terra, Les Humanoïdes associés, 2003
Scénario, dessin et couleurs : Mathieu Lauffray

- 3 Pater Tenebrarum, Les Humanoïdes associés, 2005
Scénario, dessin et couleurs : Mathieu Lauffray

- 4 De Profundis, Soleil, 2014
Scénario : Mathieu Lauffray - Dessin : Éric Henninot, Mathieu Lauffray, Patrick Pion - Couleurs : Mathieu Lauffray, Anthony Simon

- Long John Silver

- 1 Lady Vivian Hastings, Dargaud, 2007
Scénario : Xavier Dorison - Dessin : Mathieu Lauffray - Couleurs : Mathieu Lauffray, Thimothée Montaigne

- 2 Neptune, Dargaud, 2008
Scénario : Xavier Dorison, Mathieu Lauffray - Dessin et couleurs : Mathieu Lauffray - Sélection officielle du festival d'Angoulême 2009

- 3 Labyrinthe d'Émeraude, Dargaud, 2010
Scénario : Xavier Dorison, Mathieu Lauffray - Dessin et couleurs : Mathieu Lauffray

- 4 Guyanacapac, Dargaud, 2013
Scénario : Xavier Dorison, Mathieu Lauffray - Dessin et couleurs : Mathieu Lauffray

- Les Chroniques de légion

- 1 Livre I, Glénat, 2011
Scénario : Fabien Nury - Dessin : Mario Alberti, Mathieu Lauffray, Tirso, Zhang Xiaoyu - Couleurs : Mario Alberti, Mathieu Lauffray, Javier Martin, Zhang Xiaoyu

- Valérian, vu par...

- 2 Shingouzlooz Inc., Dargaud, 2017
Scénario : Wilfrid Lupano - Dessin et couleurs : Mathieu Lauffray

### Couvertures

#### Star Wars
Les informations mentionnées dans cette section proviennent de la base de données de Dark Horse Comics.
- Star Wars: Heir to the Empire

- 1 (part 1 of 6), Dark Horse Comics, octobre 1995
Scénario : Mike Baron - Dessin : Olivier Vatine, Fred Blanchard - Couleurs : Isabelle Rabarot

- 2 (part 2 of 6), Dark Horse Comics, novembre 1995
Scénario : Mike Baron - Dessin : Olivier Vatine, Fred Blanchard - Couleurs : Isabelle Rabarot

- 3 (part 3 of 6), Dark Horse Comics, décembre 1995
Scénario : Mike Baron - Dessin : Olivier Vatine, Fred Blanchard - Couleurs : Isabelle Rabarot

- 4 (part 4 of 6), Dark Horse Comics, janvier 1996
Scénario : Mike Baron - Dessin : Olivier Vatine, Fred Blanchard - Couleurs : Isabelle Rabarot

- 5 (part 5 of 6), Dark Horse Comics, mars 1996
Scénario : Mike Baron - Dessin : Olivier Vatine, Fred Blanchard - Couleurs : Isabelle Rabarot

- 6 (part 6 of 6), Dark Horse Comics, avril 1996
Scénario : Mike Baron - Dessin : Olivier Vatine, Fred Blanchard - Couleurs : Isabelle Rabarot

- Intégrale, Dark Horse Comics, septembre 1996
Scénario : Mike Baron - Dessin : Olivier Vatine, Fred Blanchard - Couleurs : Isabelle Rabarot

- Star Wars: X-Wing Rogue Squadron

- 5 The Phantom Affair (part 1 of 4), Dark Horse Comics, février 1996
Scénario : Michael A. Stackpole, Darko Macan - Dessin : Edvin Biukovic - Couleurs : David Nestelle

- 6 The Phantom Affair (part 2 of 4), Dark Horse Comics, mars 1996
Scénario : Michael A. Stackpole, Darko Macan - Dessin : Edvin Biukovic - Couleurs : David Nestelle

- 7 The Phantom Affair (part 3 of 4), Dark Horse Comics, avril 1996
Scénario : Michael A. Stackpole, Darko Macan - Dessin : Edvin Biukovic, John Nadeau (crayonnés), Edvin Biukovic, Jordi Ensign (encrage)

- 8 The Phantom Affair (part 4 of 4), Dark Horse Comics, juin 1996
Scénario : Michael A. Stackpole, Darko Macan - Dessin et couleurs : Gary Erskine

- Star Wars: Tales of the Jedi - The Sith War

- One shot, Dark Horse Comics, juillet 1996
Scénario : Kevin J. Anderson - Dessin : Dario Carrasco, Jr. (crayonnés), Jordi Ensign, Mark G. Heike, Bill Black, David Jacob Beckett (encrage) - Couleurs : Pamela Rambo, Rachelle Menashe

- Star Wars: Boba Fett

- 2 When the Fat Lady Swings, Dark Horse Comics, septembre 1996
Scénario : John Wagner - Dessin et couleurs : Cam Kennedy

- 3 Murder Most Foul, Dark Horse Comics, août 1996
Scénario : John Wagner - Dessin et couleurs : Cam Kennedy

- Star Wars: Dark Force Rising

- 1 (part 1 of 6), Dark Horse Comics, mai 1997
Scénario : Mike Baron - Dessin : Terry Dodson (crayonnés), Kevin Nowlan (encrage) - Couleurs : Pamela Rambo

- 2 (part 2 of 6), Dark Horse Comics, juin 1997
Scénario : Mike Baron - Dessin : Terry Dodson (crayonnés), Kevin Nowlan (encrage) - Couleurs : Pamela Rambo

- 3 (part 3 of 6), Dark Horse Comics, juillet 1997
Scénario : Mike Baron - Dessin : Terry Dodson (crayonnés), Kevin Nowlan (encrage) - Couleurs : Pamela Rambo

- 4 (part 4 of 6), Dark Horse Comics, août 1997
Scénario : Mike Baron - Dessin : Terry Dodson (crayonnés), Kevin Nowlan (encrage) - Couleurs : Pamela Rambo

- 5 (part 5 of 6), Dark Horse Comics, septembre 1997
Scénario : Mike Baron - Dessin : Terry Dodson (crayonnés), Kevin Nowlan (encrage) - Couleurs : Pamela Rambo

- 6 (part 6 of 6), Dark Horse Comics
Scénario : Mike Baron - Dessin : Terry Dodson (crayonnés), Kevin Nowlan (encrage) - Couleurs : octobre 1997

- Star Wars: The Last Command

- 1 (part 1 of 6), Dark Horse Comics, novembre 1997
Scénario : Mike Baron - Dessin : Edvin Biukovic - Couleurs : Pamela Rambo

- 2 (part 2 of 6), Dark Horse Comics, décembre 1997
Scénario : Mike Baron - Dessin : Edvin Biukovic (crayonnés), Eric Shanower (encrage) - Couleurs : Pamela Rambo

- 3 (part 3 of 6), Dark Horse Comics, février 1998
Scénario : Mike Baron - Dessin : Edvin Biukovic (crayonnés), Eric Shanower (encrage) - Couleurs : Pamela Rambo

- 4 (part 4 of 6), Dark Horse Comics, mars 1998
Scénario : Mike Baron - Dessin : Edvin Biukovic (crayonnés), Eric Shanower (encrage) - Couleurs : Pamela Rambo

- 5 (part 5 of 6), Dark Horse Comics, avril 1998
Scénario : Mike Baron - Dessin : Edvin Biukovic (crayonnés), Eric Shanower (encrage) - Couleurs : Pamela Rambo

- 6 (part 6 of 6), Dark Horse Comics, juillet 1998
Scénario : Mike Baron - Dessin : Edvin Biukovic - Couleurs : Dan Brown

- Intégrale, Dark Horse Comics, juin 1999
Scénario : Mike Baron - Dessin : Edvin Biukovic (crayonnés), Eric Shanower (encrage) - Couleurs : Pam Rambo, Dan Brown

- Star Wars: 30th Anniversary Collection

- 9 Boba Fett: Death, Lies, and Treachery, Dark Horse Comics, novembre 2007
Scénario : John Wagner - Dessin et couleurs : Cam Kennedy

#### Autres
- Vampires

- Tome 1, Carabas, 2001
Scénario, dessin et couleurs : Collectif

- Paroles de Poilus

- 1 Lettres et Carnets du front 1914-1918, Soleil et France Inter, 2006
Scénario, dessin et couleurs : Collectif

- Les Chansons illustrées de Thiéfaine

- One shot, Soleil, 2007
Scénario, dessin et couleurs : Collectif

- Paroles de Verdun, 21 février 1916 - 18 décembre 1916

- One shot, Soleil, 2007
Scénario, dessin et couleurs : Collectif

- Les Chansons de Johnny en BD

- 1 Cordes sensibles, Soleil, 2007
Scénario, dessin et couleurs : Collectif

- 2 Maladies d'amour, Soleil, 2007
Scénario, dessin et couleurs : Collectif

- Les Carnets secrets du Vatican

- 1 Tombée du ciel, Soleil, 2008
Scénario : Novy - Dessin : Augustin Popescu - Couleurs : Élodie Jacquemoire

### Artbooks
- Proto, Soleil, 23 juin 2004, 168 p.,  (ISBN 2845654251) (avec une préface de Xavier Dorison[26])
- Axis Mundi, CFSL Ink[27], 14 mars 2013, 240 p.,  (ISBN 2359470205) (avec une préface de Denis Bajram[28])